# 2012年飓风艾萨克
飓风艾萨克（英語：Hurricane Isaac）是2012年8月登陆路易斯安那州并造成重大人员伤亡和财产损失的一个热带气旋，也是同年大西洋飓风季第九个获命名的风暴和第四场飓风。系统源于8月16日离开非洲西海岸的一股东风波，在总体向西移动期间于次日沿轴心发展出广阔的低气压区，再于8月21日清晨在小安的列斯群岛以东数百英里外发展成热带低气压。气旋不久后就增强成热带风暴，但回受强烈风切变的不利影响而无法显著强化。